# 曼哈頓戀習曲
《曼哈頓戀習曲》（英語：Begin Again，又名）是一部2013年的美國浪漫音樂劇情電影，由愛爾蘭導演約翰·卡尼執導及編劇，姬拉·麗莉及馬克·鲁法洛主演。電影講述創作歌手Greta (姬拉·麗莉飾)，被一位失意糾結的唱片公司高層Dan Mulligan (马克·鲁法洛 飾) 發掘，二人一起合作，在紐約市的公共場所製作專輯。期間二人分別經歷感情失意。
自2007年的電影《曾經。愛是唯一》成功後，約翰·卡尼於2010年寫了此電影的劇本，並聘得格雷格·亞歷山大撰寫電影的大部分音樂。在$8,000,000的預算下，電影於2012年7月於紐約市的不同地點開拍，並於2013年9月在多倫多影展上首映，2014年6月27日於美國上映，伴隨電影配樂一同發行，而台灣於2014年12月24日上映。
此電影的全球票房收益超過$63,000,000美元，並得到大部分的評論家的正面評價，而電影歌曲《Lost Stars》更被提名到奧斯卡最佳原創歌曲獎。

## 電影劇情
Dan Mulligan (馬克·鲁法洛 飾) 曾是一間成功的唱片公司高層，住在紐約市，他跟他的妻子Miriam Hart (嘉芙蓮·堅娜 飾) 分居了，並勉強在轉變中的音樂行業中掙扎求存。被解僱後的他，他繼續暴飲酗酒，使他來到東下城的酒吧，並在那裡遇到Greta James (姬拉·麗莉 飾)。
Greta是個年輕和激進的獨立作曲人，她剛剛跟她的相戀已久兼歌曲創作搭檔Dave Kohl (亞當·列維 飾)，他是成功的新進音樂人，二人為了尋找更好的工作機會而來到紐約市。但由於Dave跟其監製的助理有染，使Greta憤而與他分手。
由於被Greta的音樂吸引，Dan提議把她簽進他的前唱片公司，然而Greta最初拒絕了，但重新考慮後同意簽約。Dan和Greta來到跟Saul會面，Saul是Dan生意夥伴，亦是唱片公司的創始人之一，但他看不到Greta的潛能並打發她。不屈不撓的Dan提議Greta跟自己一起製作自己的專輯，在夏日紐約市的各處公共場所內現場錄製所有歌曲。他們招募了一班有才華的音樂人，當中包括Greta的好友Steve (占士·高登 飾)，Dan下決心要製作一張值得以他品牌推出的唱片。在這期間，Dan和Greta結合二人的個性與專業，Greta起用Dan的女兒Violet (海莉·史坦菲德 飾)，她是個初出茅廬的電吉他手，羅致她到其麾下並鼓勵她在專輯中演出。當專輯完成後，Greta和Dan再次跟Saul會面，他對二人的合作留下深刻的印象。Greta要求他再聘請Dan回來，並在這個交易中最大的分享。在沒有達成協議就離開了，但Dan確信Saul會把Greta簽到他旗下。
當Greta見到Dave在電視上看到Dave接受獎項，她批評他出賣了音樂事業，她唱了一首指責他的歌，並把那首歌留他的留言信箱中。懊悔的Dave回到紐約宣傳其新專輯，回覆Greta的來電並想跟她見面。經過一番考慮後，她決定與他見面，他們互相評論對方的專輯。Greta對Dave的《Lost Stars》進行大量地編輯和混音的版本感到被背叛，因為那是一首愛情抒情曲，是她寫給他的聖誕禮物，然而她相信那首歌的真正含意已經喪失了。Dave告訴她，聽眾們喜歡他以新的方法演繹它，他們的能量瀰漫著整個會場。他認為音樂是要與人分享，但Greta告訴他那不是她打算用這首歌的原意，她的爱不应该是以那种形式表现的。Dave想通过歌曲挽留复合，同意了她的想法，准备在歌迷会演唱这首歌的原版，邀請她於那周末到格萊姆斯劇院來聽聽他演繹那首歌。她想着也许算是也给了自己一个机会于是欣然应邀。當她到達會場時正好就是他演唱那首歌原來版本的時候，她默默地站在后台看着台上熠熠生辉的他，可是副歌部分响起的时候，Dave情不自禁的回到了自己改编的版本，炒热了全场的气氛。她仿佛懂得了什么，又失去了什么，含泪离开了现场。而Dave在台上眼睁睁看着她离去的背影，却依旧选择了舞台。Greta離開了演唱會后，含著淚水在城市穿梭中重新得到釋懷，在她臉上展現曙光般的微笑。
隨後，在Dan和妻子重修舊好並準備搬回家時，Greta來到他的寓所，她告訴他，指自己不想以他的品牌發行唱片，寧願在網上以$1分享出去。Dan回到跟Saul一起工作，他同意讓Greta於網上發布專輯，並幫助她進行推廣。第二天，Saul問Dan問是否知道專輯在網路開賣的事件，並告訴Dan首日開售已賣出10,000張，並且把Dan再次開除。

### 角色
- 姬拉·麗莉 飾 Greta James[9]，電影女主角，身分是作曲人。
- 馬克·鲁法洛 飾 Dan Mulligan[9]，電影男主角，音樂製作人。
- 海莉·史坦菲德 飾 Violet Mulligan，Dan和Miriam疏遠的女兒。
- 亞當·列維 飾 Dave Kohl[9]，成功的音樂人和Greta的前男友。
- 占士·高登 飾 Steve[10]，Greta的好友。
- CeeLo Green 飾 Trouble Gum[11]/ Troublegum[12]，得到Dan的發掘，成為一個成功的說唱歌手。
- Mos Def - Saul[13]，Dan長期的商業搭檔。
- 嘉芙蓮·堅娜 - Miriam Hart，Dan分居的妻子[14]

## 制作
2012年7月2日在纽约市开拍，取景地包括华盛顿广场公园。2013年9月8日，韦恩斯坦公司取得影片的发行权。

## 音樂
Gregg Alexander联合Danielle Brisebois, Nick Lashley, Rick Nowels 和 Nick Southwood为影片谱写歌曲，导演卡尼与爱尔兰音乐人Glen Hansard也创作了一些歌曲。

## 评价
口碑以正面为主，烂番茄新鲜度83%，媒体综评61分，其中《HitFix》给满分。“约翰-卡尼这位执导过2006年《曾經。愛是唯一》的导演，再次塑造了一部有关歌者的伟大电影”，“本片虽然有种玩世不恭的调调，但它好似一曲爽朗的歌谣，一瓶沁口的夏日果酱，总能让音乐粉丝们沉浸其中”，“这是一部带领我们去发掘生活中美好事物的影片，我们从中可以看见爱、家庭、人际关系、纽约、创造力和音乐，只要你愿意，你就可以快乐”。